# Тунгусъяха
Тунгусъяха (устар. Тунгус-Яха) — река в России, протекает по Ямало-Ненецкому АО. Устье реки находится в 32 км от устья по правому берегу реки Танзеда. Длина реки составляет 77 км.

## Данные водного реестра
По данным государственного водного реестра России относится к Нижнеобскому бассейновому округу, водохозяйственный участок реки — Надым. Речной бассейн реки — Надым.
Код объекта в государственном водном реестре — 15030000112115300051108.